# Corvo-marinho-de-pitt
O corvo-marinho-de-pitt (Phalacrocorax featherstoni) é uma espécie de ave da família Phalacrocoracidae. É endémico da Ilha Pitt (Nova Zelândia). O seu habitat natural é formado por mar aberto e costa rochosa. Encontra-se ameaçado devido a perda do habitat.

## Taxonomia
A espécie é monotípica (não são reconhecidas subespécies).